# Begraafplaats van Ambly
De Begraafplaats van Ambly is een gemeentelijke begraafplaats in het Belgische dorp Ambly, een deelgemeente van Nassogne. Ze ligt langs de Rue du Cimetière op 140 m ten zuiden van de Église Saint-Jean-Baptiste. De begraafplaats heeft een rechthoekig grondplan en is omgeven door een natuurstenen muur. De toegang bestaat uit een dubbel traliehek tussen natuurstenen zuilen bekroond met kruisen.  

## Britse oorlogsgraven
Rechts van het middenpad liggen 8 graven van Britse gesneuvelden uit de Tweede Wereldoorlog. Zij waren de bemanning van een Halifax III bommenwerper die op weg was voor een raid naar Duitsland. Zij werden neergeschoten op 6 januari 1945.
De graven worden onderhouden door de Commonwealth War Graves Commission en staan er geregistreerd onder Ambly Communal Cemetery.